# Área natural estatal Devils Punch Bowl
El área natural estatal Devils Punch Bowl (del inglés: Devils Punch Bowl State Natural Area) es un área natural protegida por el estado de Oregón localizada en el centro de la Costa de Oregón a orillas del U.S. Route 101, a 13 kilómetros al norte de la ciudad de Newport. El nombre Tazón del Ponche del Diablo hace referencia a una apertura natural en las rocas del acantilado del océano Pacífico y es el punto de atracción del área. Se especula que el hoyo en la roca que conforma el Devils Punch Bowl fue formada al ceder el techo de dos cuevas creadas por la erosión de las olas. La época más concurrida del Devils Punch Bowl ocurre entre junio y octubre.

## Mirador

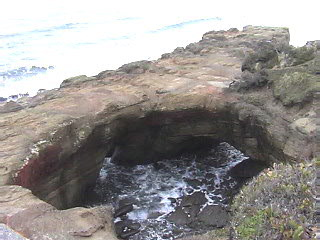
Orificio natural en una roca llamada Tazón de Ponche del Diablo.

A pesar de ser parte de un Refugio de Fauna Nacional a lo largo de la costa del estado de Oregón, el área natural permanece abierta al público y los visitantes pueden ver el orificio y las olas rompiendo a través del mismo, desde una estación a orillas de la carretera 101. No tiene costo entrar al Devils Punch Bowl y aunque no se tiene acceso al orificio en si, existe un camino para llegar a la playa a un costado de las rocas, donde se acostumbra observar la riqueza natural de los residuos de la marea. El mirador del área natural permite ver una ampila región —cercana a 180° de amplitud— del océano Pacífico, de modo que Devils Punch Bowl es un punto predilecto para quienes quieren observar las migraciones de ballenas. El departamento de parques naturales encargado de la región no permite fogatas, aunque han habilitado mesas para comer y baños públicos en el sitio.